# Chiridotea excavata
Chiridotea excavata är en kräftdjursart som beskrevs av Harper 1974. Chiridotea excavata ingår i släktet Chiridotea och familjen Chaetiliidae.
Artens utbredningsområde är Mexikanska golfen. Inga underarter finns listade i Catalogue of Life.